# 坂田耕四郎
坂田 耕四郎（さかた こうしろう、1927年1月24日 - 2003年8月11日）は、日本の経営者。三井生命保険社長、会長を務めた。

## 経歴
鹿児島県肝属郡根占町出身。1949年に東京帝国大学経済学部経済学科を卒業し、同年に三井生命保険に入社。
1973年5月に取締役に就任し、常務、専務を経て、1983年7月に副社長に就任し、1987年7月には社長に昇格。1997年4月に会長に就任し、2001年7月に相談役を経て、2002年1月から特別顧問を務めた。
1992年に藍綬褒章を受章し、2001年に勲一等瑞宝章を受章。
2003年8月11日心不全のために死去。76歳没。